# Friedrich Richard Küttner
Friedrich Richard Küttner (* 31. Dezember 1847 in Sehma; † 31. Juli 1929 ebenda) war ein deutscher Unternehmer in der Textilindustrie.

## Leben und Wirken
Küttner übernahm 1872, zwei Jahre nach dem Tod seines Vaters Friedrich Wilhelm Küttner, als drittältester Sohn in dritter Generation den in Sehma im Erzgebirge gelegenen Familienbetrieb. Dieser hatte gerade durch die Produktion baumwollener Garne und Zwirne für die aufstrebende Posamentenindustrie im Erzgebirge den Betrieb durch neue Maschinen und Fertigungsverfahren (u. a. chemische Dampfbleicherei) weiter ausgebaut, den Einflüssen u. a. der Krinolinenmode folgend, wodurch der Reifrock wieder neu in Mode kam. Trotz guter Geschäftsentwicklung konnte Friedrich Richard Küttner seine Tätigkeit als Unternehmer erst nach Ableistung seines Kriegsdiensts im Deutsch-Französischen Krieg 1871 im Alter von 24 Jahren aufnehmen. In den Kriegsmonaten lag die Geschäftstätigkeit fast vollständig brach. Danach entwickelte sich der Geschäftsbetrieb bis 1890 sehr dynamisch, so dass die Produktionsstätten ständig baulich erweitert wurden. Um 1880 wurde die Ablösung der Wasserkraft durch selbst erzeugte Elektrizität vollzogen. Zudem erfolgte 1872 die Anbindung Sehmas an die Zschopautalbahn.

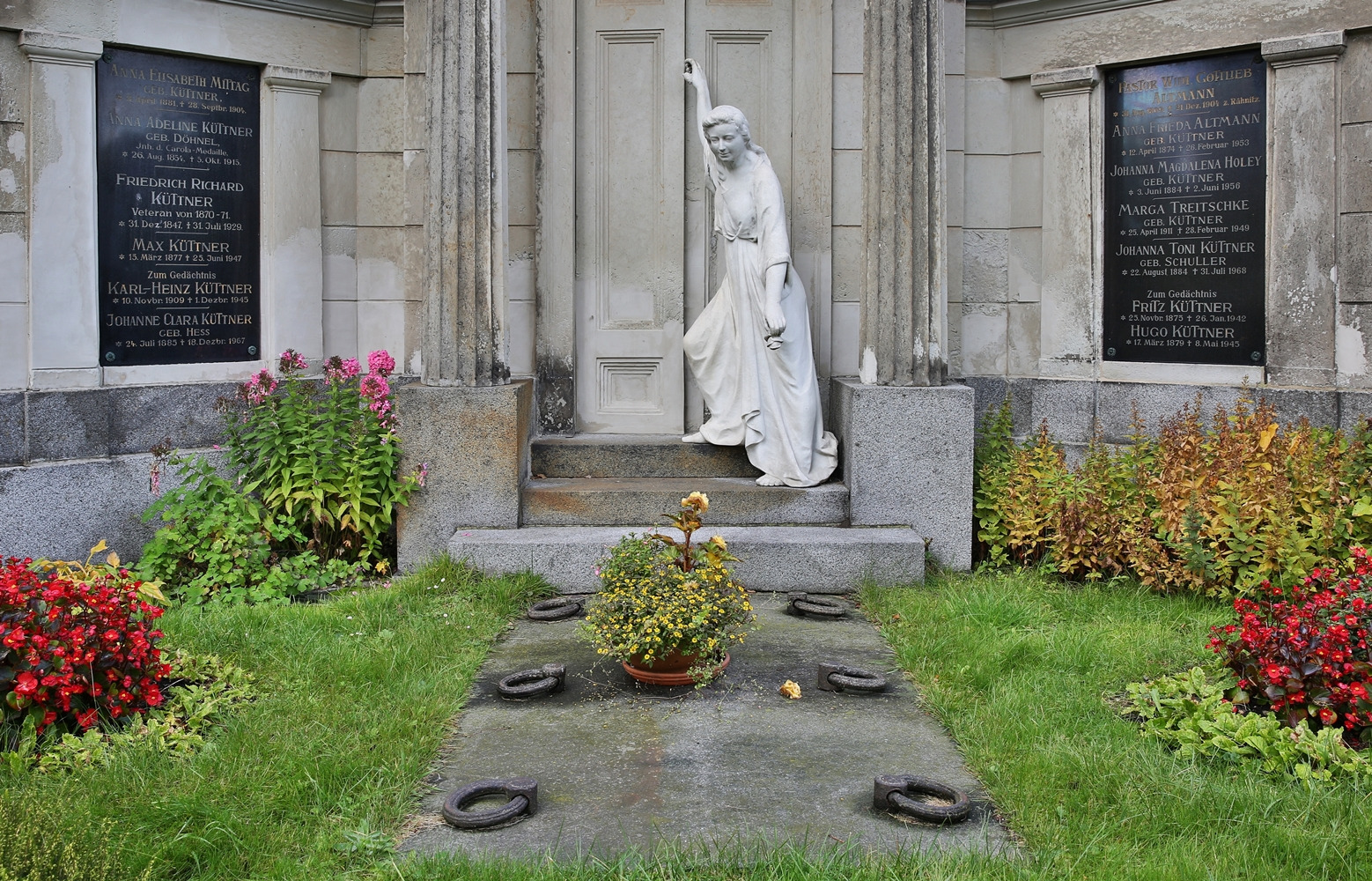
Grabstätte der Unternehmerfamilie Küttner in Sehma mit der Inschrift für Friedrich Richard Küttner auf der linken Inschriftenplatte

Küttner erweiterte die bisherige Produktions- und Vertriebslinie durch den Handel mit Rohmaterialien für die heimische Spitzen- und Klöppelindustrie. Hinzu kam der Handel mit englischen Wollgarnen, Mailänder und Chinesischer Seide, die für die im Erzgebirge blühenden Seidenschnur- und Posamentenindustrie benötigt wurde. Auf seinen Auslandsreisen verfolgte er aufmerksam die Entwicklung zur Herstellung von Kunstseide und erkannte als einer der ersten der Branche die Chancen, Kunstseide als Ergänzung und evtl. sogar als eigenständiges chemisches Material zusätzlich zu den Naturseiden und Fasern im Produktprogramm aufzunehmen. Dies geschah 1890 durch Import und Verarbeitung der von Hilaire de Chardonnet erfundenen und in der Fabrique de Soie Artificielle in Tubize (Belgien) produzierten Kunstseide. Die betrieblichen Fertigungsprozesse wurden nunmehr ganz auf die Verarbeitung der importierten aber noch unvollkommenen Kunstseide umgestellt. Sie kam in gezwirntem und gefärbtem Zustand – besonders für Stickereizwecke – auf den Markt, erlangte in zunehmendem Maße an Bedeutung und löste die Herstellung und den Handel mit Klöppelzwirnen und Posamentenmaterialien ab. In Plauen im Vogtland wurde 1903 eine Vertriebsagentur eröffnet, die 1908 in eine Filiale umgewandelt wurde.
Küttner war durch seine unternehmerische Weitsicht und hiermit verbundenen Erfolg einer der größten Arbeitgeber in der Region. Seiner erzgebirgischen Heimatgemeinde Sehma war er, wie seine Familie Generationen zuvor, von Geburt an sehr eng verbunden. Er dankte es durch Zuwendungen verschiedener Art in Form von Stiftungen und dergleichen für den kommunalen wie auch für den kirchlichen Bereich.
Nach 35-jähriger Tätigkeit zog sich Friedrich Küttner im Jahr 1906 ins Privatleben zurück und bestimmte seinen dritten Sohn Hugo Küttner zu seinem Nachfolger. Dieser baute zum einen die Fertigung im Laufe der Jahre zu einem Großbetrieb aus. So wurde das Werk in Sehma im Jahre 1927 das größte Veredlungswerk für Kunstseide mit mehr als 1000 Mitarbeitern in Europa. Zum anderen baute er 1908/1909 in Pirna an der Elbe ein Kunstseidenwerk auf, mit durchgängiger Produktionslinie von der Herstellung bis zur Auslieferung des textilen Fertigproduktes. Der Vater gab ihm hier insbesondere durch seine europaweit geknüpften Kontakte die notwendige Hilfestellung. Das Kunstseidenwerk in Pirna wurde eines der größten Werke in Deutschland, und die qualitativ hochwertigen Produkte fanden im In- und Ausland Absatz, bis das Werk 1993 Konkurs anmelden musste. Friedrich Richard Küttner starb im Jahr 1929 in Sehma.

## Ehrungen
In Sehma wurde die 1922/1923 um- und ausgebaute Schule nach ihm Friedrich-Richard-Schule benannt.